# Sumber Melati Diski
Sumber Melati Diski is een bestuurslaag in het regentschap Deli Serdang van de provincie Noord-Sumatra, Indonesië. Sumber Melati Diski telt 11.373 inwoners (volkstelling 2010).